# Fajjúm
Fajjúm, vagy El-Fajjúm (egyiptomi arabul: الفيوم, kiejtve: el-Fajjūm) város Egyiptom területén, Kairótól kb. 100 km-re délnyugatra, a Fajjúm-oázis egyik fennsíkján fekszik, annak legnagyobb települése és egyben a Fajjúm Kormányzóság központja. Lakossága 350 ezer fő volt 2012-ben.
A város részben elfoglalja az ókori Crocodilopolis (Krokodeilopolisz) területét, amely i. e. 4000 körül volt alapítva, így az egyik legrégibb város Egyiptom és Afrika területén is. 
A mai városnak számtalan mecsetje, továbbá bazárja, fürdője és népszerű heti piaca van. A városközpontban emelkedik a 12. dinasztiabeli Szeszósztrisz fáraó által felállított 12 méter magas obeliszk. 
| pA | A | i | i | G20 | n · n · n · N36 |

| pA | A | i | i | G20 | n · n · n · N36 |

## Fordítás
Ez a szócikk részben vagy egészben  a   Faiyum című angol Wikipédia-szócikk fordításán alapul.  Az eredeti cikk szerkesztőit annak laptörténete sorolja fel. Ez a jelzés csupán a megfogalmazás eredetét és a szerzői jogokat jelzi, nem szolgál a cikkben szereplő információk forrásmegjelöléseként.